# 武蔵家刀自
武蔵 家刀自（むさし の いえとじ、生年不詳 - 延暦6年4月11日（787年5月3日））は、奈良時代後期の采女・女官。姓は宿禰。足立郡（現在の東京都足立区と埼玉県南東部）出身。

## 経歴
姓・出身地から、武蔵不破麻呂の縁者と思われる。「西角井家系図」では、不破麻呂の娘となっているが、その系図の信憑性は問題があり信用はできない。森田悌は『古代東国と大和政権』の中で｢女というよりは姉妹ないし姑の方がふさわしいようである。｣と記している。
称徳天皇崩御後の光仁天皇の朝廷で勢力を伸ばし宝亀元年（770年）、賀陽小玉女・桑原島主・和気広虫とともに位階を授与され、外従五位下から従五位下に昇叙した。
それからしばらく記録が途絶えるが、次代の桓武朝で順調に出世しており、延暦5年（786年）の従四位下を最高位として、翌6年（787年）、
とあり、現役の女官として生涯を終えている。死因ははっきりしていない。最終的には武蔵不破麻呂の従五位上を越えている。
「掌侍」は「ないしのじょう」とも読み、後宮の礼式などをつかさどった官職、内侍司(ないしのつかさ)に所属する三等官、「典掃」は宮中の掃除や設営のことをつかさどる官職、掃部司(かにもりのつかさ)に所属する二等官で、20年ほどの間に家刀自が宮中において影響力を及ぼす地位に出世している。地方豪族出身で郷土の衆望を担って後宮にはいり、天皇の寵愛を受けて一族の政界進出を影から支え、在地での地位向上に貢献した女性の一人であったものと思われる。

## 官歴
『続日本紀』による
- 神護景雲元年（767年） 12月6日：大部直から武蔵宿禰に改姓（？）。
- 時期不詳：外従五位下
- 宝亀元年（770年）10月25日：従五位下
- 延暦2年(783年)2月5日：正五位下
- 延暦4年（785年）正月9日：正五位上
- 延暦5年（786年）正月14日：従四位下
- 時期不詳：掌侍兼典掃
- 延暦6年（787年）4月11日：卒去